# Esteban Miguéis
Estêvão Miguéis (? - Cuenca, 1326) fue un religioso franciscano portugués, sucesivamente obispo de Oporto, 
de Lisboa 
y de Cuenca.
Confesor y consejero del rey Dionisio I, desarrolló una intensa actividad política durante los primeros años del reinado de éste, teniendo una destacada participación en el proceso seguido contra la orden del Temple, participando en el concilio de Vienne de 1311, oficiando como embajador ante la corte de los papas Clemente V y Juan XXII, y actuando como administrador de los bienes de la orden en Portugal tras su disolución. Hacia 1316 se produjo su caída en desgracia: la ejecución de dos de sus sobrinos por haber participado en el asesinato de un noble, y el alineamiento de fray Estevan con la facción del infante don Alfonso en la desavenencia que éste mantenía con su padre, motivaron su alejamiento de la corte portuguesa, siendo trasladado al obispado de Cuenca, en el reino de Castilla.
| Predecesor: Fradulo                  | Obispo de Oporto 1310 – 1312   | Sucesor: Fernando Ramires  |
| Predecesor: João Martins de Soalhães | Obispo de Lisboa 1312 – 1322   | Sucesor: Gonzalo Pereira   |
| Predecesor: Pascual de Cuenca        | Obispo de Cuenca 1322 – 1326 † | Sucesor: Fernando de Soria |